# Aeroportul Aleknagik
Aeroportul Aleknagik (IATA: WKK, FAA LID: 5A8) este un aeroport din Alaska, Statele Unite ale Americii ce deservește zona Aleknagik⁠(d). A fost numit după zona deservită.
Situat la o altitudine de 20 m, aeroportul dispune de 1 pistă.

## Infrastructură

### Piste
Aeroportul dispune de o singură pistă. Pista 15/33 are suprafața de pietriș și dimensiunile 2.030 picioare × 60 picioare. 